# Wilhelm Knappe

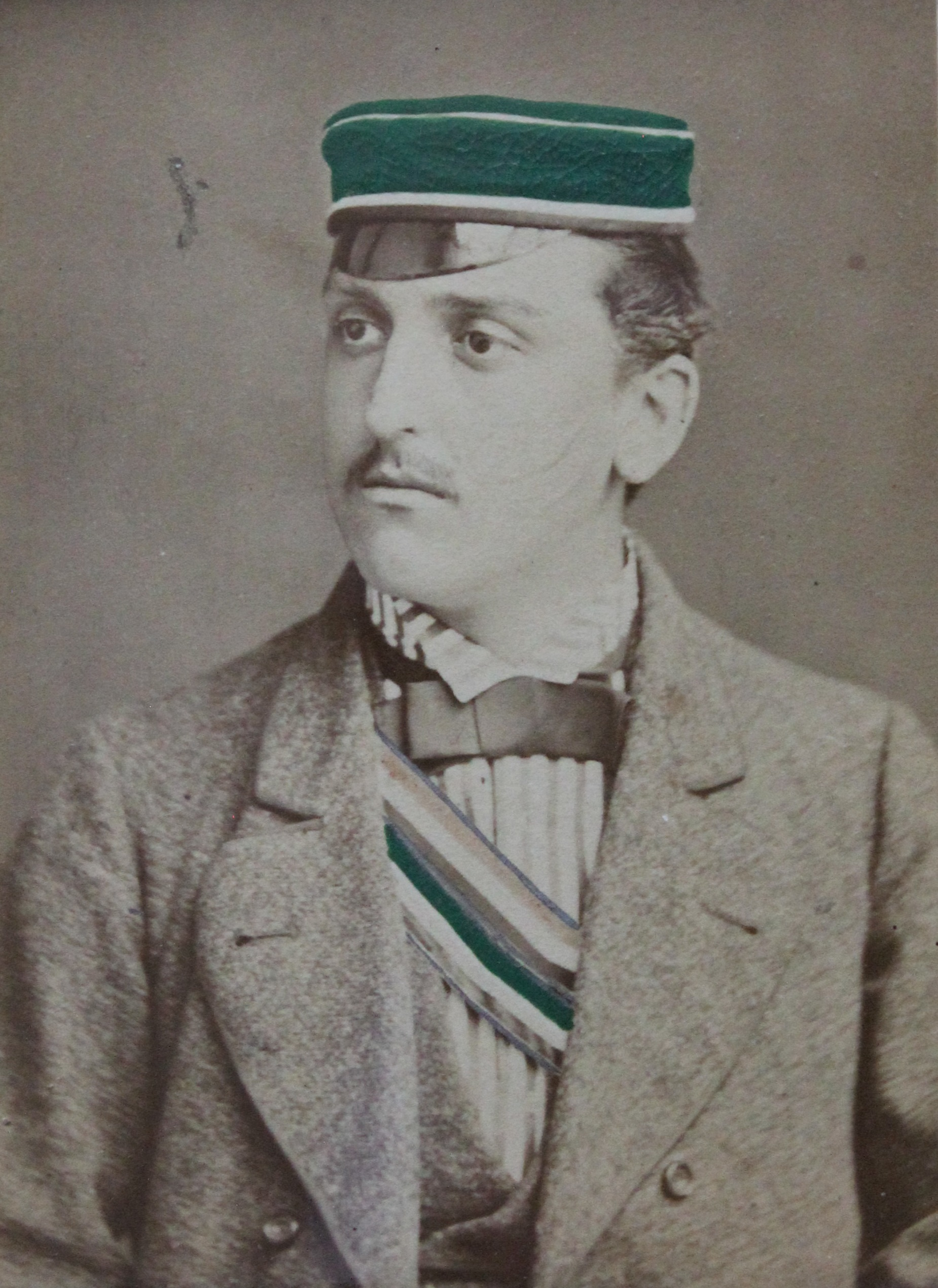
Wilhelm Knappe als Student mit Band und Mütze des Corps Hildeso-Guestphalia Göttingen; um 1876

Wilhelm Knappe (* 20. Oktober 1855 in Erfurt; † 5. Februar 1910 in Berlin-Grunewald) war ein deutscher Jurist, Konsularbeamter und Völkerkundler.

## Leben
Wilhelm Knappe wurde als ältester Sohn des Erfurter Handschuhmachermeisters Carl Knappe (1823–1907) und dessen Ehefrau Henriette Hulda geb. Krehl (1829–1894) in Erfurt geboren. Er entstammte kleinbürgerlichen Familienverhältnissen. Im Elternhaus erfuhr er eine katholische Prägung. Nach dem Besuch der Vorschule in Erfurt wechselte er 1863 in das Erfurter Gymnasium. Hier legte er sein Abitur am 27. März 1874 ab. Nach dem Abitur begann er im gleichen Jahr Rechtswissenschaft an der Universität Leipzig zu studieren. Gegen den Willen seines Vaters wurde er Corpsstudent, im Corps Thuringia Leipzig. Er zeichnete sich als Senior aus. Er wechselte 1875 an die Georg-August-Universität Göttingen und wurde dort im Corps Hildeso-Guestphalia Göttingen dessen Consenior. Während der Göttinger Studienzeit leistete Wilhelm Knappe ab April 1875 seinen Militärdienst als Einjährig-Freiwilliger im 2. Hessischen Infanterieregiment Nr. 82 ab. Damit hatte er den Schritt zu den Offizierspatenten vollzogen, die er dann 1878 im 3. Thüringer Infanterieregiment Nr. 71 erwarb. Am 14. Mai 1878 wurde er Sekonde-Lieutenant d.R. Zwischendurch musste er immer wieder an Reserveübungen des kaiserlichen Heeres in Erfurt teilnehmen. Als Inaktiver wechselte er an die Friedrich-Wilhelms-Universität zu Berlin. Hier legte er am 16. Februar 1878 sein Referendarexamen ab. Nach „eifrig und erfolgreich“ betriebenen Studien wurde Wilhelm Knappe am 11. März 1878 in Göttingen zum Dr. iur. promoviert. Seine juristische Prüfung legte er am Kammergericht ab. Seit dem 6. März 1878 war er als Referendar im preußischen Justizdienst tätig, den er am Kreisgericht Weißensee, dem Landgericht Erfurt und beim Oberlandesgericht Naumburg ableistete. Sein Assessorexamen legte er am 18. Dezember 1882 ab. Bereits zu dieser Zeit hatte er eine Anfrage an das Auswärtige Amt geschickt mit der Bitte um probeweise Beschäftigung in konsularischen Aufgaben.
Dem wurde umgehend stattgegeben und so erfolgte bereits am 21. Januar 1883 sein Dienstantritt im Auswärtigen Amt in Berlin, zunächst als unbezahlter Hilfsarbeiter. Ab dem 1. Februar war Wilhelm Knappe hier in der Abteilung II (Handelspolitik und Recht) eingesetzt. Nachdem er die ersten Erfahrungen im Haus gesammelt hatte, wurde er am 21. April zum Vizekonsul für Samoa mit einem Jahresgehalt von 15.000 Mark ernannt. Seinen Dienst vor Ort trat er am 29. Juni 1885 an und wurde am 22. September des Folgejahres erster Kaiserlicher Kommissar der Marshallinseln in Jaluit. Als er 1888 eine schwere Malariaerkrankung durchlebte, musste er zur Genesung nach Deutschland zurückkehren. Damit war auch zwangsläufig sein Amt als Kommissar der Marshall-Inseln beendet. Sein Nachfolger wurde Dr. Franz Sonnenschein, den er noch kurz vor seiner Abreise mit den dortigen Verhältnissen vertraut gemacht hatte.  In dieser Zeit schrieb er den Artikel „Religiöse Anschauungen der Marshall-Insulaner“. Nachdem sich erste Verbesserungen seines Gesundheitszustandes einstellten, wurde er von April bis Juni 1888 wieder kommissarisch im Auswärtigen Amt beschäftigt. Das galt vor allem der Vorbereitung auf seinen nächsten Einsatz als Konsul in Apia. Auf den Samoa-Inseln hatten sich während der Amtszeit des Konsuls Becker eine außerordentlich schwierige Situation und Konflikte mit den Einheimischen ergeben, die zu dessen Abberufung führte. Vor seiner Abreise hatte Knappe in Berlin die Gelegenheit, sich durch ein Aktenstudium etwas mit der Lage vertraut zu machen. Sein Auftrag bestand darin, eine Beruhigung der Verhältnisse am Hauptort Apia, wo der Sitz der Gesandtschaft war, herbeizuführen. Unter Mitgabe von Verhaltensmaßregeln und hohen Erwartungen des Reichskanzlers Otto von Bismarck wurde am 17. Juni 1888 [was?] vollzogen. Jedoch verschärften sich die Auseinandersetzungen nach seinem Eintreffen. Wie er in seinem Bericht vom 3. Dezember 1888 mitteilte, hatten sich die Tamasese-Rivalen unter dem Einfluss amerikanischer Akteure hinter dem Stammeshäuptling neu formiert. Es kam immer wieder zu bürgerkriegsähnlichen Auseinandersetzungen, die auch zu Schäden auf den Farmen der „Deutschen Handels- und Plantagengesellschaft“ (DHPG) führten. Mit Rückendeckung Bismarcks griff Knappe auf militärische Unterstützung der im Küstenbereich stationierten deutschen Kriegsschiffe zurück und ließ Entwaffnungsaktionen gegen die einheimische Bevölkerung durchführen. Das endete im blutigen Chaos und einem von Knappe proklamierten „Kriegszustandes am 19. Januar 1889“. Damit wurde er zum Auslöser eines noch heftigeren Konflikts um Samoa, der zu weiteren blutigen Kämpfen und diplomatischen Verstimmungen mit Großbritannien und den Vereinigten Staaten führte und damit Knappes Namen weltbekannt machte. Am 21. Februar wurde ein Disziplinarverfahren im Auswärtigen Amt gegen Knappe eröffnet. Nach heftigen Beschwerden durch London und Washington wurde er abberufen. Doch bevor er die Insel Samoa verlassen konnte, tobte vom 15. bis 17. März 1889 ein so heftiger Orkan, dass zwei der deutschen Kriegsschiffe sanken und ein drittes mit großen Schäden strandete. Vom Ufer aus leitete Knappe die Rettungsaktion, an der sich auch Einheimische beteiligten. Am 5. April 1889 trat er mit dem Postdampfer „Lübeck“ seine Heimreise an. Das Disziplinarverfahren endete mit einem Verweis, kostete ihn die Stellung und hatte die Versetzung in den einstweiligen Ruhestand zur Folge. Während seines Aufenthaltes in seiner Heimatstadt überließ er 1889 seine Südseesammlung käuflich dem Museum von Erfurt, die er in Samoa, den Marshall-Inseln und Neuguinea begonnen hatte.
Noch verbittert über seine unehrenhafte Abberufung, reiste Wilhelm Knappe Anfang 1890 als juristisches Mitglied einer Kommission, die im Auftrag eines Bankensyndikats in Südafrika eine Konzession für eine zu errichtende Staatsbank erlangen sollte, nach Südafrika. Nach erfolgreichen Verhandlungen in Pretoria mit dem südafrikanischen Präsidenten Paul Kruger „Ohm“ leitete er von 1891 bis 1894 als Geschäftsführer und Direktor die „Nationale Bank de Zuid Afrikaansche Republiek“ (Transvaal). Dabei handelte es sich um ein deutsch-niederländisches Gemeinschaftsunternehmen. Nach Abschluss aller erforderlichen Verträge für den Aufbau der Bank bat Knappe den deutschen Reichskanzler Leo von Caprivi, seinen Wohnsitz in Pretoria nehmen zu dürfen.  In diesem Zusammenhang wurde ihm für die Monate Juni bis August 1891 die kommissarische Leitung des Konsulats in Pretoria übertragen. Kurzzeitig weilte er kurz davor in Marseille, wo er am 27. Februar 1891 Charlotte von Eckardt, die Tochter des deutschen Konsuls in Marseille, heiratete. In dieser Zeit gab er auch zur Unterstützung des Museums in Erfurt und zur Erschließung seiner Südsee-Exponate eine „Beschreibung und Erläuterung...zu den in den Jahren 1885–1889 auf den Inseln der Südsee gemachten ethnographischen Sammlungen“ heraus. Im Jahre 1894 kehrte er nach Deutschland zurück. Noch vor seiner Rückkehr hatten ihn sein Schwiegervater und seine Ehefrau überredet – nach der nunmehr erfolgten Abdankung Otto von Bismarcks – ins Auswärtige Amt zurückzukehren.
Wieder in Deutschland zurück, war aber sein Verweilen hier nicht von langer Dauer. Ab 10. Januar 1895 wurde er deutscher Konsul in Kanton. Die Geschäfte übernahm er am 18. März 1895. Damit war Wilhelm Knappe zugleich die kommissarische Leitung des deutschen Konsulats in Hongkong und die Leitung der deutschen Handelskommission für Ostasien übertragen. Die damit verbundenen Aufgaben erfüllte er mit großem Fingerspitzengefühl und der strikten Achtung kultureller Besonderheiten. Dadurch erwarb er sich große Anerkennung unter den politischen und wirtschaftlichen Führungskreisen der jeweiligen Regionen. Selbst die nach der Ermordung zweier deutscher Missionare 1897 entstandene schwierige politische Situation gelang ihm recht gut in seinem Verantwortungsbereich auszusteuern. Dieser Ruf Knappes nach wenigen Jahren seines erneuten diplomatischen Einsatzes war bis zum Marinestaatssekretär Alfred von Tirpitz nach Berlin gelangt, der für Kiautschou verantwortlich zeichnete. Tirpitz forderte in einem Schreiben vom 4. Februar 1898 die Dienstvorgesetzten im Auswärtigen Amt auf, „den Kaiserlichen Konsul Dr. Knappe gefälligst zur Verfügung zu stellen“. Spontan antwortete dieser auf die an ihn gerichtete Anfrage zu einem möglichen Wechsel, dass er keine Neigungen zu einem Amt als „Zivilkommissar“ unter militärischem Vorzeichen habe. Mit Wirkung zum 25. Juli 1898 erhielt er den Charakter als Generalkonsul.
Ab 4. August 1898 wurde Wilhelm Knappe Generalkonsul in Shanghai und übernahm am 30. August die Geschäfte vor Ort.  Hier hielt er engen Kontakt zu Alfons Mumm von Schwarzenstein, der in Peking die Amtsgeschäfte als deutscher Gesandter nach der Ermordung Klemens von Kettelers übernommen hatte. In dieser Zeit erlebte er die Wirrnisse des Boxeraufstandes 1900/1901. Durch seine umtriebige Konsulartätigkeit, zahlreiche persönliche Netzwerke, Verbindungen und Bekanntschaften zur chinesischen Gesellschaftselite bis hin zur Kaiserfamilie war er stets sehr gut informiert. Dazu hatte Knappe über die Jahre seinen privaten Nachrichtendienst aufgebaut, der über vertrauenswürdige Quellen, aber auch durch Bestechung chinesischer Beamter jahrelang im Interesse des Deutschen Reiches geheime chinesische Regierungsdokumente beschaffte. Im Jahre 1901 hatte er maßgeblich mitgewirkt an der Organisation und der Schaffung geeigneter Rahmenbedingungen für die Reise des „Sühneprinzen“ Chun II. nach Berlin und dessen dortige Begegnungen mit Kaiser Wilhelm II. Kurz darauf, ab April 1903, musste Knappe für mehrere Wochen zur Wiederherstellung seiner stark angeschlagenen Gesundheit Heimaturlaub nehmen. Während dieser Zeit wurde er mehrfach zur kommissarischen Beschäftigung ins Auswärtige Amt gerufen, um hier mit weiteren Mitarbeitern des Amtes die Vorbereitungen zum Abschluss des deutsch-chinesischen Handelsvertrages zu treffen. Im Ergebnis dieser Arbeit erhielt er 1904 den Charakter als geheimer Legationsrat. Anfang des Jahres 1905 betreute er eine hochrangige chinesische Auslandskommission zum Studium der Verwaltung, Rechtspflege und des Bildungswesens in Deutschland. Infolge schwerer Tropenkrankheiten musste Knappe Ende 1905 aus dem Dienst in Shanghai ausscheiden. Sein Nachfolger im Deutschen Generalkonsulat in Shanghai wurde Paul von Buri, der spätere Leiter der Zentralstelle für Auslandsdienst des Auswärtigen Amtes in Berlin. Bevor er am 4. November 1905 seine Heimreise antrat, wurde Wilhelm Knappe sehr würdevoll an seinem Wirkungsort verabschiedet. Dabei bescheinigten ihm viele seiner Partner in diesen Jahren und ausländische Vertreter eine ungewöhnliche Ausstrahlung.
Auch nach seiner Rückkehr zeichnete ihn Unrast aus und der Wunsch, die über viele Jahre gesammelten Erfahrungen an Andere weiterzugeben. So hielt er Vorträge, gab Publikationen heraus und referierte in kleineren Gesprächsrunden. Darüber hinaus setzte er auch seine bereits in China begonnene Arbeit in den Aufsichtsräten der Deutsch-Asiatischen Bank und der Schantung-Eisenbahn-Gesellschaft fort. Auf Anraten der Ärzte, weil sein Gesundheitszustand sich weiter verschlimmert hatte, wurde Knappe am 30. Juni 1906 in den endgültigen Ruhestand versetzt.
Wilhelm Knappe war verheiratet mit Charlotte v. Eckardt, Tochter des Diplomaten Julius von Eckardt, und der Isabella David, Tochter des Leipziger Konzertmeisters Ferdinand David. Aus der Ehe ging ihre Tochter Sophie, geboren am 10. Dezember 1894, hervor.
Er verstarb am 5. Februar 1910 mit 54 Jahren in Berlin in seiner Villa im Grunewald.

## Bedeutung

Admiral Felix von Bendemann (rechts), Generalkonsul Knappe und der Gesandte Alfons Mumm von Schwarzenstein (links) nach dessen Eintreffen in China vor dem Kaiserlichen Generalkonsulat Shanghai

Knappes umfangreiche Südseesammlung ist im Bestand des Volkskundemuseums Erfurt zu besichtigen. In China trat Knappe besonders als Förderer deutscher Kulturinteressen und Mitinitiator der heutigen Tongji-Universität (1907) hervor. Bei seinem Abschied aus dem Dienst in Shanghai zollten ihm Diplomaten aus aller Welt und chinesische Würdenträger höchsten Respekt.
Zu seinen Hobbys gehörte die zu dieser Zeit noch sehr wenig verbreitete Fotografie. Seinem besonderen Blick für „Typisches“ sind zahlreiche Fotografien in seinem Nachlass und der Ausstellung des Erfurter Museums zu verdanken. Das im Bestand des Volkskundemuseums Erfurt befindliche Fotoalbum existiert weltweit in mehreren Exemplaren und enthält Fotografien von Wilhelm Knappe selbst sowie vom neuseeländischen und damals auf den Samoa-Inseln lebenden Fotografen Thomas Andrew, den Knappe auf den Marshall-Inseln traf. Eines von Knappes Fotoalben wurde komplett vor einigen Jahren in einem Buch zu frühen fotografischen Zeugnissen auf den Marshall-Inseln und Nauru zusammen mit anderen Fotografien veröffentlicht.

## Ehrungen
- Geheimer Legationsrat[1]
- Drachen-Orden, verliehen vom Kaiser von China
- Roter Adlerorden 2. Klasse mit Krone

## Publikationen
- Religiöse Anschauungen der Marshall-Insulaner. 1888.
- Katalog.. ethnographischer Sammlungen. 1890. (Neuauflage 1909)
- Beschreibung und Erläuterungen…zu den in den Jahren 1885–1889 auf den Inseln der Südsee gemachten ethnographischen Sammlungen. Erfurt 1891 (online).
- Deutsche Kulturbestrebungen in China. (= Schriften der deutsch-asiatischen Gesellschaft. 3). Vortrag. 1906.